# Regulate... G Funk Era
Regulate...G Funk Era é o primeiro álbum do rapper americano Warren G. Foi lançado em 1994 pela gravadora Def Jam e alcançou status de platina tripla. O maior sucesso do álbum foi o single "Regulate", que trata da trágica vida das gangues da Costa Oeste americana. "Regulate" tem samples do clássico "I Keep Forgettin" de Michael McDonald, e vem com a participação de seu companheiro do trio 213 Nate Dogg.
Esse álbum contem 4 clipes musicais, que são: Regulate, Do You See, So Many Ways e This D.J. 
Depois, em 30 de outubro de 2007, Warren G lançou uma versão com um CD bônus, com 6 faixas especiais.

## Recepção
| Críticas profissionais | Críticas profissionais |
| Avaliações da crítica  | Avaliações da crítica  |
| Fonte                  | Avaliação              |
| ---------------------- | ---------------------- |
| AllMusic               | link                   |
| Entertainment Weekly   | (B) link               |
| Q                      | link                   |
| RapReviews             | (8/10) link            |
| Robert Christgau       | (B+) link              |
| Rolling Stone          | link                   |
| USA Today              | link                   |
| NME                    | (8/27/94)              |

O álbum recebeu críticas positivas por parte dos críticos, com Robert Christgau comentando de forma positiva sobre a canção. Estreou na segunda posição na parada de álbuns Billboard 200 após ter vendido 176.000 cópias na sua semana de lançamento. Era platina tripla certificada. "This D.J." e "Regulate" foram indicadas para o Grammy de 1995, "This D.J." na categoria "melhor performance de rap solo", e "Regulate" para "melhor performance de rap por um duo ou grupo". Já vendeu mais de 4 milhões de cópias mundialmente, com 2.777.667 vendidas nos EUA.

## Faixas
Todas as músicas produzidas por Warren G.
| N.º            | Título                                                                            | Duração |  |
| 1.             | "Regulate" (participação de Nate Dogg)                                            | 4:08    |  |
| 2.             | "Do You See"                                                                      | 3:59    |  |
| 3.             | "Gangsta Sermon" (participação de B-Tip e Ricky Harris)                           | 0:36    |  |
| 4.             | "Recognize" (participação de The Twinz)                                           | 2:59    |  |
| 5.             | "Super Soul Sis" (participação de Jah Skills)                                     | 2:56    |  |
| 6.             | "94 Ho Draft" (participação de B-Tip e Ricky Harris)                              | 1:00    |  |
| 7.             | "So Many Ways"                                                                    | 3:24    |  |
| 8.             | "This D.J."                                                                       | 3:23    |  |
| 9.             | "This Is the Shack" (participação de The Dove Shack)                              | 4:05    |  |
| 10.            | "What's Next" (participação de Lil Malik)                                         | 3:26    |  |
| 11.            | "And Ya Don't Stop"                                                               | 3:22    |  |
| 12.            | "Runnin' wit No Breaks" (participação de Jah Skills, Bo Roc, G Child e The Twinz) | 3:22    |  |
| Duração total: | Duração total:                                                                    | 36:50   |  |

| Faixas bônus especiais (CD bônus em uma versão especial de 2007) |                                                             |         |  |
| N.º                                                              | Título                                                      | Duração |  |
| 1.                                                               | "Regulate (Remix)" (participação de Nate Dogg)              | 4:19    |  |
| 2.                                                               | "Do You See (Stepz Remix)"                                  | 5:15    |  |
| 3.                                                               | "Do You See (Old Skool Mix)"                                | 5:17    |  |
| 4.                                                               | "This D.J. (Remix)" (participação de O.G.L.B.)              | 3:46    |  |
| 5.                                                               | "This D.J. (Dobie's Rub Part 1)" (participação de O.G.L.B.) | 4:02    |  |
| 6.                                                               | "What's Next (Instrumental)"                                | 3:29    |  |

## Samples
Regulate
- "I Keep Forgettin' (Every Time You're Near)" de Michael McDonald
- "Sign of the Times" de Bob James
- "Let Me Ride" de Dr.Dre

Do You See
- "Juicy Fruit" de Mtume
- "Mama Used to Say" de Junior

Super Soul Sis
- "Don't Stop (Ever Loving Me)" de One Way
- "Why Have I Lost You" de Cameo
- "Nuthin' but a 'G' Thang (Freestyle Remix)" de Snoop Dogg

This D.J.
- "Curious" de Midnight Star
- "Juicy Fruit" de Mtume

And Ya Don't Stop
- "Janitzio" de Don Julian

Runnin' Wit No Breaks
- "Go on and Cry" de Les McCann & Eddie Harris
- "N.T." de Kool & the Gang

## Posições nas paradas
Álbum – Billboard (América do Norte)
| Ano  | Revista       | Posição |
| ---- | ------------- | ------- |
| 1994 | Billboard 200 | #2      |

Singles – Billboard (América do Norte)
| Ano  | Single       | Revista           | Posição |
| ---- | ------------ | ----------------- | ------- |
| 1994 | "Do You See" | Billboard Hot 100 | #42     |
| 1994 | "Regulate"   | Billboard Hot 100 | #2      |
| 1994 | "This D.J."  | Billboard Hot 100 | #9      |